# Algefa

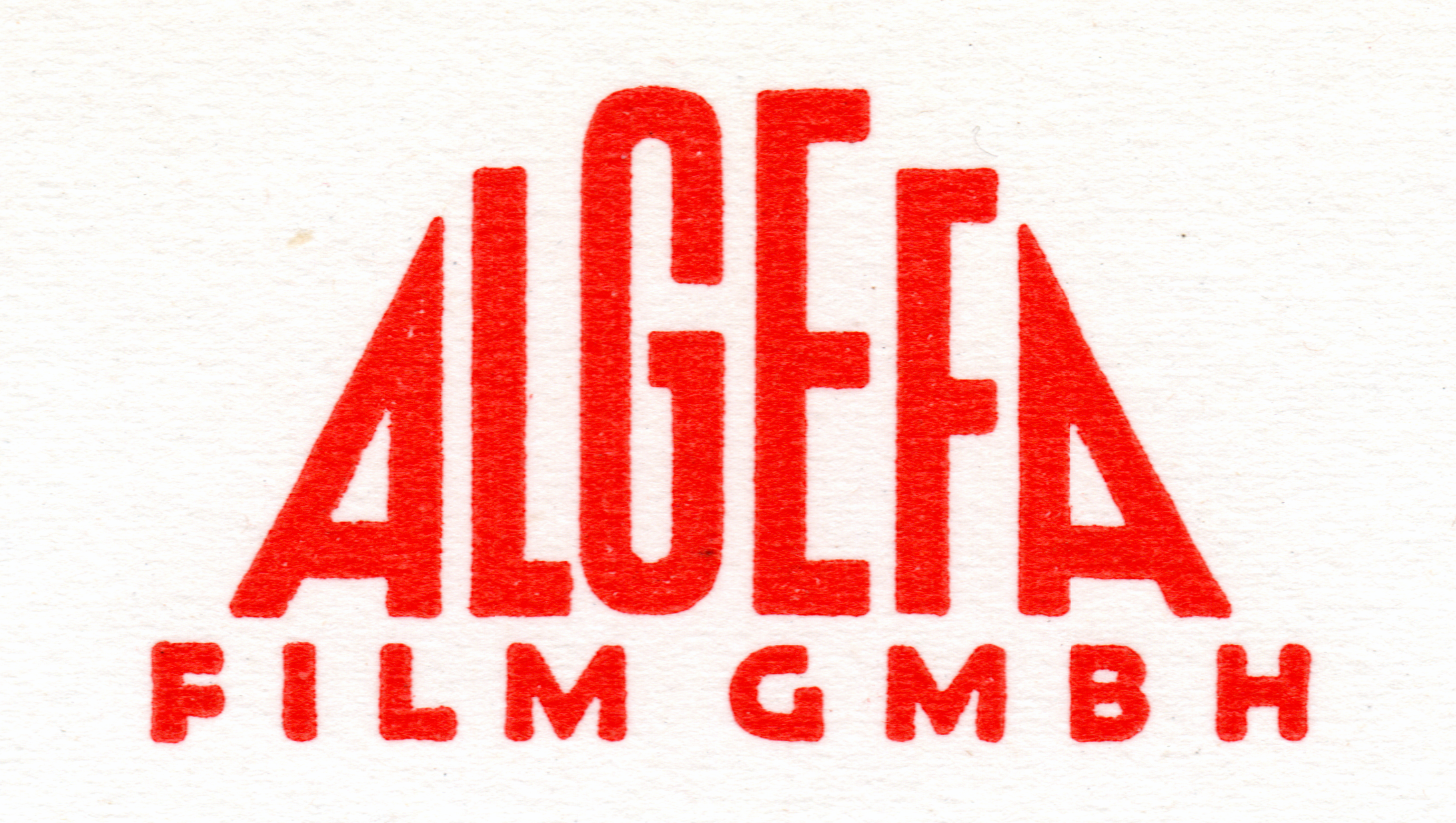
Logo

Algefa (Allgemeine Filmaufnahme- und Vertriebs-GmbH) được thành lập tại Berlin vào năm 1935 là một công ty sản xuất phim. Những người sáng lập công ty bao gồm nam diễn viên Paul Hörbiger, đạo diễn phim E.W. Emo và lãnh sự Áo Karl Künzel. Công ty tồn tại dưới sự chỉ đạo của Friedrich Wilhelm Gaik cho đến năm 1955, chủ yếu sản xuất các bộ phim được công chúng yêu thích, tức là chủ yếu là các tác phẩm giải trí nhẹ nhàng.

## Phim đã sản xuất
- 1935: Endstation (Đạo diễn: E. W. Emo; Diễn viên: Hans Moser, Paul Hörbiger, Maria Andergast)
- 1936: Fiakerlied (Đạo diễn: E. W. Emo; Diễn viên: Paul Hörbiger, Franz Schafheitlin, Gusti Huber)
- 1936: Drei Mäderl um Schubert (Đạo diễn: E. W. Emo; Diễn viên: Paul Hörbiger, Maria Andergast, Gustav Waldau)
- 1937: Die Austernlilli (Đạo diễn: E. W. Emo; Diễn viên: Helen Fichtmüller, Theo Lingen, Oskar Sima)
- 1940: Herzensfreud – Herzensleid (Đạo diễn: Hubert Marischka; Diễn viên: Hans Leibelt, Erika von Thellmann)
- 1941: Aufruhr im Damenstift (Đạo diễn: Friedrich Dammann; Diễn viên: Maria Landrock, Hedwig Bleibtreu)
- 1941: Sonntagskinder (Đạo diễn: Jürgen von Alten; Diễn viên: Erwin Biegel, Gerhard Dammann)
- 1952: Du bist die Rose vom Wörthersee (Đạo diễn: Hubert Marischka; Diễn viên: Marte Harell, Grethe Weiser)
- 1953: Der keusche Josef (Đạo diễn: Carl Boese; Diễn viên: Ludwig Schmitz, Waltraut Haas, Gunther Philipp)
- 1953: Bezauberndes Fräulein (Đạo diễn: Georg Thomalla; Diễn viên: Georg Thomalla, Herta Staal)
- 1954: Die schöne Müllerin (Đạo diễn: Wolfgang Liebeneiner; Diễn viên: Hertha Feiler, Waltraut Haas, Gerhard Riedmann)
- 1954: Phantom des großen Zeltes (Đạo diễn: Paul May; Diễn viên: René Deltgen, Angelika Hauff)
- 1955: Oberwachtmeister Borck (Đạo diễn: Gerhard Lamprecht; Diễn viên: Gerhard Riedmann, Annemarie Düringer)
- 1955: Urlaub auf Ehrenwort (Đạo diễn: Wolfgang Liebeneiner; Diễn viên: Claus Biederstaedt, Eva Ingeborg Scholz)